# Белов, Валентин Михайлович (скульптор)
Валентин Михайлович Белов  (1928—2018) — скульптор и художник, член СХ СССР с 1956 года. Заслуженный художник РСФСР (1978), народный художник России (1999).

## Биография

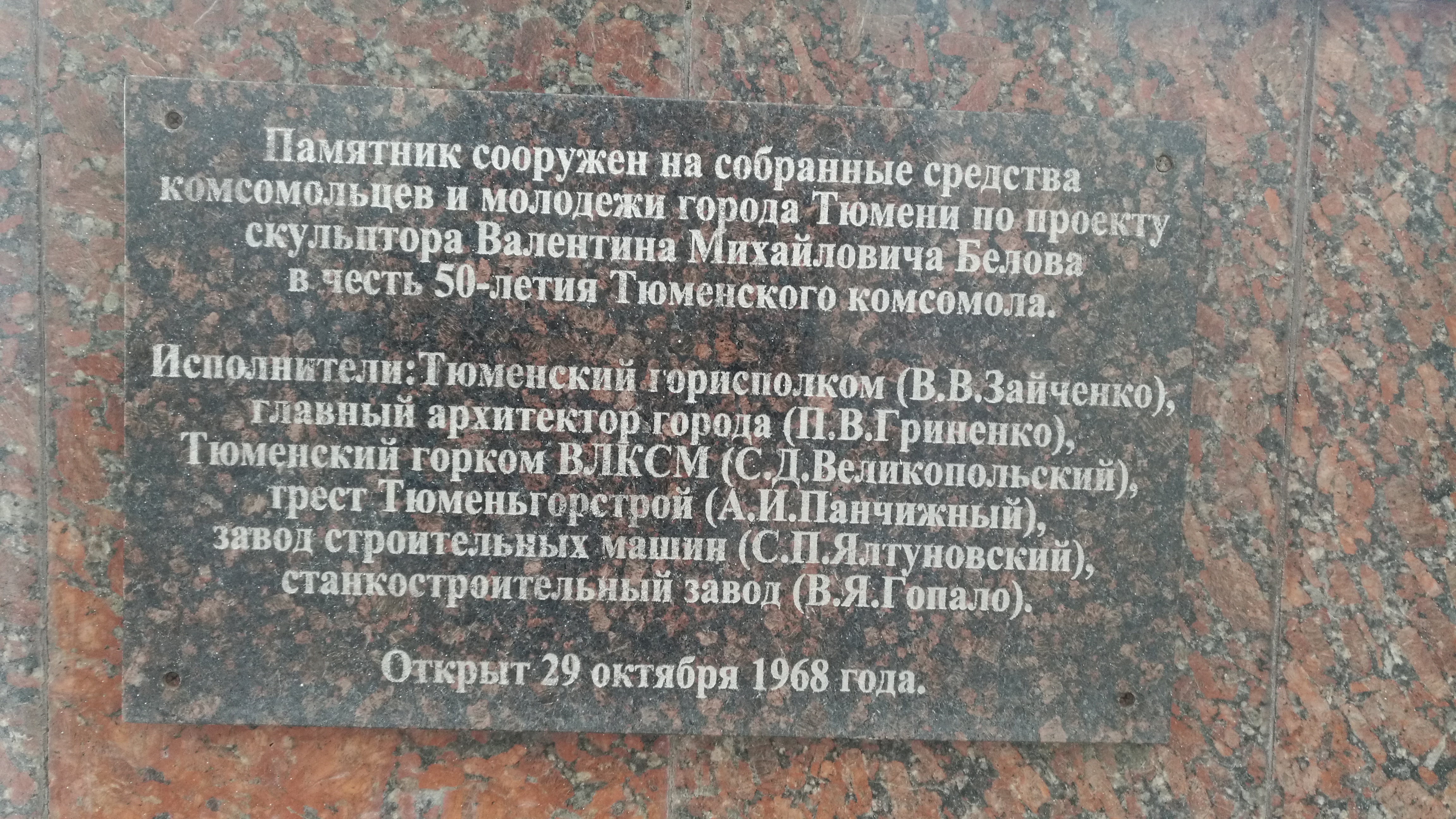
Мемориальная доска на мемориале на площади Памяти. Тюмень, 2021 год.

Родился 9 апреля 1928 года в Нижнем Новгороде.
Окончил Ивановское художественное училище (1949) и скульптурный факультет Государственного художественного института ЭССР в Тарту (1955).
С 1957 по 1979 (с перерывами) — председатель Тюменской организации СХ РСФСР.
С 1979 года жил и работал в Калуге. Умер 3 июня 2018 года там же. Похоронен в деревне Горбёнки Дзержинского района.
Автор книги воспоминаний  «В раздумье о былом», вышедшей в 2016 году, а также ряда изданий, посвящённых своим путешествиям.
Его имя включено в энциклопедию «Лучшие люди России» том 4 (2005).

## Семья
Дети — Елена, Дмитрий и Вера. Все трое также связали свою жизнь с искусством.